# Diister platysomoides
Diister platysomoides är en skalbaggsart som beskrevs av Miłosz A. Mazur 1989. Diister platysomoides ingår i släktet Diister och familjen stumpbaggar. Inga underarter finns listade i Catalogue of Life.